# Kanton Montrouge
Kanton Montrouge is een kanton van het Franse departement Hauts-de-Seine. Kanton Montrouge maakt deel uit van het arrondissement Antony en telt 80.980 inwoners in 2017.

## Gemeenten
Het kanton Montrouge omvatte tot 2014 enkel de gemeente Montrouge.
Door de herindeling van de kantons bij decreet van 24 februari 2014, met uitwerking in maart 2015, werd het kanton uitgebreid met de gemeente Malakoff. 